# Ideopsis sitah
Ideopsis sitah är en fjärilsart som beskrevs av Hans Fruhstorfer 1904. Ideopsis sitah ingår i släktet Ideopsis och familjen praktfjärilar. Inga underarter finns listade i Catalogue of Life.